# Aglaonice deldonalis
Aglaonice deldonalis là một loài bướm đêm trong họ Noctuidae.